# کرسول
| ایزومرهای کرسول | ایزومرهای کرسول | ایزومرهای کرسول | ایزومرهای کرسول | |
| --- | --- | --- | --- | --- |
| فرمول اسکلتی | | | | |
| مدل گلوله و میله | | | | |
| اطلاعات کلی | | | | |
| نام رایج | او-کرسول | ام-کرسول | پی-کرسول | |
| نام آیوپاک ارجح | ۲-متیل فنول | ۳-متیل فنول | ۴-متیل فنول | |
| نام سیستماتیک | ۲-متیل‌بنزنول | ۳-متیل‌بنزنول | ۴-متیل‌بنزنول | |
| دیگر نام‌ها | اورتو-کرسول ۲-هیدروکسی‌تولوئن | متا-کرسول ۳-هیدروکسی‌تولوئن | پارا-کرسول ۴-هیدروکسی‌تولوئن | |
| فرمول مولکولی | C7H8O | C7H8O | C7H8O | C7H8O |
| SMILES | Oc1c(C)cccc1 | Oc1cc(C)ccc1 | Oc1ccc(C)cc1 | |
| جرم مولی | 108.14 g/mol | 108.14 g/mol | 108.14 g/mol | 108.14 g/mol |
| شکل ظاهری در دما و فشار اتاق | بلور بی‌رنگ | مایع غلیظ | جامد گریس مانند | |
| شماره سی‌ای‌اس | [95-48-7] | [108-39-4] | [106-44-5] | |
| شماره سی‌ای‌اس | مخلوط ایزومرها (تری‌کرسول): [1319-77-3] | | | |
| خواص | | | | |
| چگالی و فاز | 1.05 g/cm3, solid | 1.03 g/cm3, liquid | 1.02 g/cm3, liquid | |
| انحلال‌پذیری در آب خالص در ۲۰−۲۵ °C | 2.5 g/100 ml | 2.4 g/100 ml | 1.9 g/100 ml | |
| انحلال‌پذیر در آب شدیداً قلیایی | | | | |
| نقطه ذوب | ۲۹٫۸ °C (303.0 K) | ۱۱٫۸ °C (285.0 K) | ۳۵٫۵ °C (309.7 K) | |
| نقطه جوش | ۱۹۱٫۰ °C (464.2 K) | ۲۰۲٫۰ °C (475.2 K) | ۲۰۱٫۹ °C (475.1 K) | |
| ثابت اسیدی (pKa) | ۱۰٫۲۸۷ | ۱۰٫۰۹ | ۱۰٫۲۶ | |
| گران‌روی | جامد در ۲۵ °C | ? cP در ۲۵ °C | جامد در ۲۵ °C | |
| ساختار | | | | |
| ممان دوقطبی | ۱٫۳۵ D | ۱٫۶۱ D | ۱٫۵۸ D | |
| خطرات | | | | |
| SDS | | | | |
| خطرات اصلی | اشتعال‌پذیر، خطر سمیت در بلع و استنشاق | اشتعال‌پذیر، خطر سمیت در بلع و استنشاق | اشتعال‌پذیر، خطر سمیت در بلع و استنشاق | اشتعال‌پذیر، خطر سمیت در بلع و استنشاق |
| نقطه اشتعال | ۸۱ °C c.c. | ۸۶ °C | ۸۶ °C c.c. | |
| GHS pictograms | The corrosion pictogram in the Globally Harmonized System of Classification and Labelling of Chemicals (GHS) · The skull-and-crossbones pictogram in the Globally Harmonized System of Classification and Labelling of Chemicals (GHS) | The corrosion pictogram in the Globally Harmonized System of Classification and Labelling of Chemicals (GHS) · The skull-and-crossbones pictogram in the Globally Harmonized System of Classification and Labelling of Chemicals (GHS) | The corrosion pictogram in the Globally Harmonized System of Classification and Labelling of Chemicals (GHS) · The skull-and-crossbones pictogram in the Globally Harmonized System of Classification and Labelling of Chemicals (GHS) | The corrosion pictogram in the Globally Harmonized System of Classification and Labelling of Chemicals (GHS) · The skull-and-crossbones pictogram in the Globally Harmonized System of Classification and Labelling of Chemicals (GHS) |
| شمارهٔ آرتی‌ئی‌سی‌اس | GO6300000 | GO6125000 | GO6475000 | |
| ترکیبات مرتبط | | | | |
| فنول‌های مرتبط | xylenols | | | |
| ترکیبات مرتبط | برمو کرسول | | | |
| Except where noted otherwise, data are given for materials in their standard state (at 25 °C, 100 kPa) Infobox disclaimer and references | | | | |

کرسول‌ها یا کرزول‌ها (به انگلیسی: Cresol) (همچنین با نام‌های هیدروکسی‌تولوئن یا کرسیلیک اسید نیز شناخته می‌شوند) گروهی از ترکیبات آلی آروماتیک هستند. این ترکیبات فنول‌هایی (گاهی فنولیک نامیده می‌شوند) هستند که به‌طور گسترده در طبیعت یا به صورت سنتزی یافت می‌شوند. همچنین به عنوان متیلفنول‌ها طبقه‌بندی می‌شوند. کرسول‌ها معمولاً به صورت جامد یا مایع یافت می‌شوند زیرا نقطهٔ ذوب آن‌ها معمولاً به دمای اتاق نزدیک است. مانند انواع دیگر فنول‌ها، به آرامی در اثر قرار گرفتن در معرض هوا اکسید می‌شوند و ناخالصی‌های حاصل اغلب به نمونه‌ها رنگ زرد تا قرمز مایل به قهوه‌ای می‌دهند. کرسول‌ها بویی شبیه به سایر فنول‌های ساده دارند که یادآور بوی «قطران زغال‌سنگ» است. نام «کرسول» یا «کرزول» ترکیبی از نام فنول و منبع سنتی این ترکیبات، یعنی کرئوزوت است.

## ساختار و فرآوری

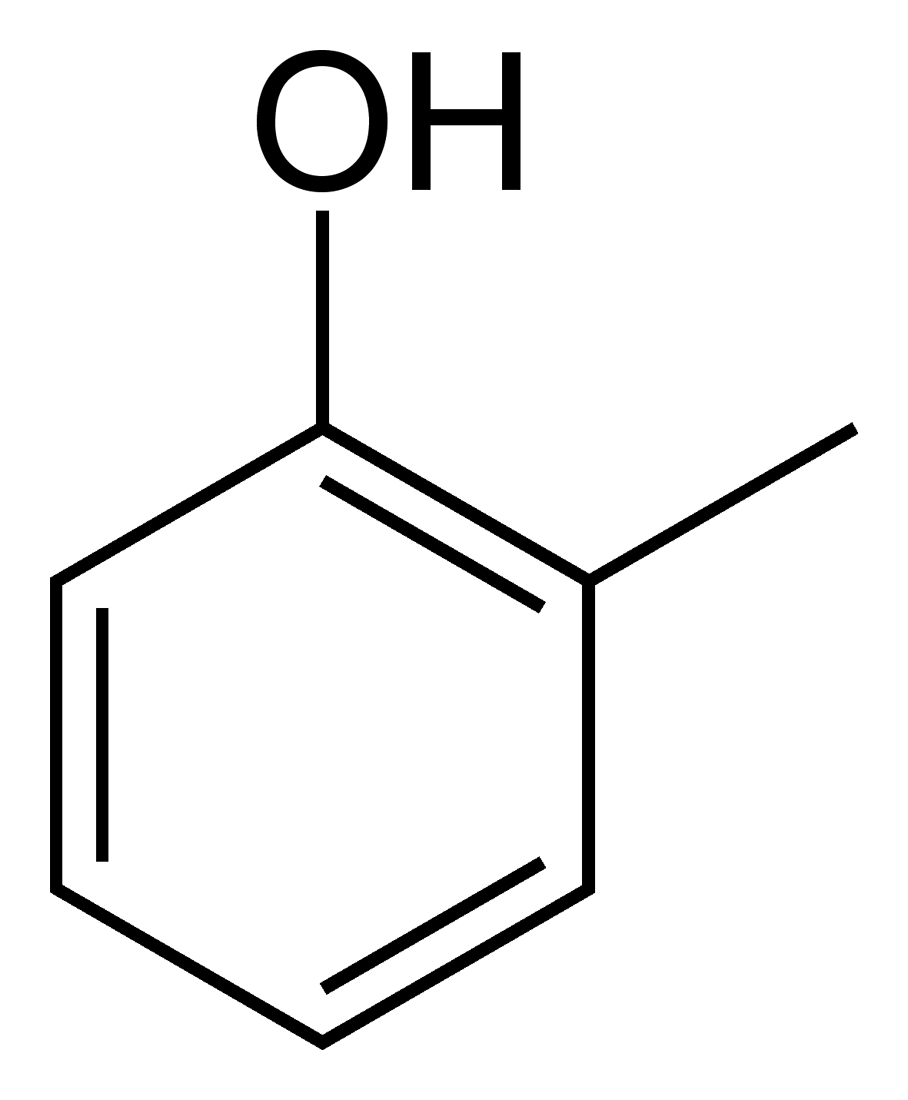
مرتبط

در ساختار شیمیایی یک مولکول کرسول، یک گروه متیل روی حلقهٔ فنول استخلاف شده‌است. سه شکل (ایزومر) از کرسول وجود دارد: ارتو-کرسول (او-کرسول)، متا-کرسول (ام-کرسول) و پارا-کرسول (پی-کرسول) این اشکال به صورت جداگانه یا به صورت مخلوط ایجاد می‌شوند که می‌توان آن را کرسول یا به‌طور خاص‌تر تری‌کرسول نیز نامید. حدود نیمی از کرسول عرضه شده در جهان از قطران زغال‌سنگ استخراج می‌شود. بقیه با هیدرولیز کلروتولوئن‌ها یا سولفونات‌های مربوط تولید می‌شود. روش دیگر متیلاسیون فنول با متانول روی یک کاتالیزور اسید جامد است که اغلب شامل منیزیم اکسید یا آلومینا است. دمای بالای ۳۰۰ درجهٔ سانتی‌گراد برای این فرایند نیاز است. آنیسول در این شرایط به کرسول تبدیل می‌شود.

## کاربردها
کرسول‌ها پیش‌سازها یا واسطه‌های مصنوعی برای سایر ترکیبات و مواد از جمله پلاستیک‌ها، آفت‌کش‌ها، مواد دارویی و رنگ‌ها هستند.
باکتری‌کش‌ها یا ضدعفونی‌کننده‌های کرسولی با مکانیسم تخریب غشای سلولی باکتری عمل می‌کنند.
اخیراً، کرسول‌ها برای ایجاد پیشرفتی در تولید نانولوله‌های کربنی در مقیاسی قابل جداسازی و فاقد پیچ‌خوردگی، بدون مواد شیمیایی اضافی که خواص سطحی نانولوله‌ها را تغییر می‌دهند، استفاده شده‌اند.

### نمونه‌های تجاری
- کرئولین، یک ضدعفونی‌کنندهٔ مورد استفاده در قرن نوزدهم.
- صابون کربولیک، مورد استفاده در قرن نوزدهم.
- فرمول اصلی لایسول، که در اصل یک محلول آبی از صابون کربولیک است.[۱۱] «لایسول» به عنوان یک علامت تجاری عمومی برای اشاره به چنین محلول صابون کرسولی با شمارهٔ CAS 12772-68-8 استفاده شده‌است.

### مشتقات
مشتقات پارا-کرسول عبارت‌اند از:
- دی‌بوتیل هیدروکسی تولوئن، یک آنتی‌اکسیدان رایج

مشتقات ارتو-کرسول عبارت‌اند از:
- ۱-ایندو، شناساگر رایج کلسیم
- ام‌سی‌پی‌ای، (۴-کلرو-۲- متیل‌فنوکسی) استیک اسید
- ام‌سی‌پی‌بی، ۴-(۴-کلرو-۲- متیل‌فنوکسی) بوتانوئیک اسید
- Mecoprop, (RS)-۲-(۴-کلرو-۲-متیل‌فنوکسی) پروپانوئیک اسید
- آمین اتوموکستین، (3R) -N- متیل-۳-(۲-متیل‌فنوکسی)-۳-فنیل‌پروپان-۱-آمین
- دی‌ال مفنزین، ۳-(۲-متیل‌فنوکسی) پروپان-۲٬۱-دی‌ال

مشتقات متا-کرسول عبارت‌اند از:
- آمیل‌متاکرزول، یک ضدعفونی‌کننده
- بوانتولول، (RS)-[2-(۴٬۳-دی‌متوکسی‌فنیل) اتیل][۲-هیدروکسی-۳-(۳-متیل‌فنوکسی) پروپیل]آمین
- بروموکرزول سبز
- بوپرانولول، یک بتا بلاکر غیرانتخابی
- کلرو-ام-کرسول که به عنوان ضدعفونی‌کنندهٔ خانگی استفاده می‌شود.
- تولیمیدون، ۵-(۳-متیل‌فنوکسی) پیریمیدین-۲(H1)-اون

## اثرات سلامتی
هنگامی که کرسول‌ها استنشاق می‌شوند، بلعیده می‌شوند یا روی پوست قرار می‌گیرند، می‌توانند بسیار مضر باشند. اثرات مشاهده شده در افراد شامل تحریک و سوزش پوست، چشم، دهان و گلو، درد شکم و استفراغ؛ آسیب قلبی؛ کم‌خونی؛ آسیب کبد و کلیه؛ فلج صورت؛ کما و مرگ است.
تنفس مقادیر بالای کرسول برای مدت کوتاهی منجر به تحریک بینی و گلو می‌شود. جدای از این اثرات، در مورد اثرات تنفس کرزول‌ها، به عنوان مثال، در مقادیر پایین‌تر در زمان‌های طولانی‌تر، اطلاعات بسیار کمی وجود دارد.
مصرف مقادیر زیاد آن منجر به مشکلات کلیوی، سوختگی دهان و گلو، درد شکم، استفراغ و اثراتی بر خون و دستگاه عصبی می‌شود.
تماس پوست با مقادیر بالای کرسول‌ها می‌تواند پوست را بسوزاند و به کلی انسانی یا حیوانی اثرات مضر کرزول‌ها را بر تولیدمثل نشان نداده‌است.
مشخص نیست که مصرف طولانی مدت یا تماس پوستی با مقادیر پایین کرسول چه اثراتی دارد.
ادارهٔ ایمنی و بهداشت حرفه‌ای حد مجاز قرار گرفتن در معرض این ماده را ۵ ppm (۲۲ میلی‌گرم بر متر مکعب) تعیین کرده‌است. بیش از میانگین وزنی هشت ساعته، در حالی که مؤسسهٔ ملی ایمنی و بهداشت شغلی محدودیت ۲٫۳ ppm (۱۰ میلی‌گرم بر متر مکعب) را توصیه می‌کند.